# بودن یا نبودن (فیلم ۱۳۷۷)
بودن یا نبودن فیلمی به کارگردانی کیانوش عیاری است. این فیلم محصول کشور ایران و تولید سال ۱۳۷۷ است.

## خلاصه داستان
دختر جوانی بنام آنیک نیاز شدید به پیوند قلب دارد. او به همراه پزشکش به بیمارستانی می‌روند که پسر جوانی بنام امیر که در شب ازدواجش طی نزاعی دچار مرگ مغزی شده را به آنجا آورده‌اند. از آنجا که خانواده امیر وی را زنده می‌پندارند تلاش‌های دکتر برای راضی کردن آن‌ها به پیوند به نتیجه نمی‌رسد. همزمان پدر دختری بنام معصومه که او نیز به قلب نیاز دارد ولی مانند آنیک وضعیتش حاد نیست سعی می‌کند با پرداخت پول به خانواده امیر آن‌ها را راضی کند که او نیز موفق نمی‌شود. آنیک که خود را به زحمت به خانه امیر رسانده، دچار ناراحتی می‌شود و اعضای خانواده امیر او را به بیمارستان می‌رسانند. در بیمارستان مادر آنیک نیز به دخترش می‌پیوندد و آن دو بار دیگر به سراغ خانواده امیر می‌روند و سرانجام موفق می‌شوند رضایت پدر و مادر امیر را جلب کنند. خانواده امیر پس از مراسم خاکسپاری پسر جوانشان با دسته گل به سراغ آنیک که عملش با موفقیت انجام شده می‌روند.

## بازیگران
- عسل بدیعی در نقش آنیک
- فرهاد شریفی در نقش دکتر نیک نژاد
- حسین ایل‌بیگی در نقش شوهر عمه
- نورعلی لطفی در نقش پیرمرد
- مریم بوبانی در نقش عمه
- لوریک میناسیان در نقش مادر آنیک
- یدالله تیموری در نقش پدر معصومه
- نورالدین اعلمی در نقش برادر جوان مرگ مغزی
- بیتا بادران در نقش عروس
- کتایون جهانگیری در نقش آزاده
- چکامه چمن‌ماه در نقش معصومه